# Anthidium kvakicum
Anthidium kvakicum là một loài Hymenoptera trong họ Megachilidae. Loài này được Mavromoustakis mô tả khoa học năm 1939.